# Wereldkampioenschap rally in 2005
Het Wereldkampioenschap rally in 2005 was de drieëndertigste jaargang van het Wereldkampioenschap rally (internationaal het World Rally Championship), georganiseerd door de Fédération Internationale de l'Automobile (FIA).